# L'età del malessere
L'età del malessere è un romanzo scritto da Dacia Maraini nel 1963. 
Del libro è stato tratto nel 1968 il film omonimo, diretto da Giuliano Biagetti.

## Trama
Enrica è una diciassettenne romana, abbandonata a se stessa da un padre che passa il suo tempo a costruire invendibili gabbie per uccelli, e da una madre che si logora in un piccolo impiego. Frequenta con scarso entusiasmo una scuola commerciale e non ha fortuna nella vita sentimentale. Ha rapporti sessuali con Cesare, uno studente di legge fuori corso fidanzato ufficialmente con una ragazza di ricca famiglia. Il legame tra Cesare ed Enrica è esclusivamente di tipo fisico, tanto che un giorno la ragazza, trovandosi sola con Carlo, un suo compagno di scuola che nutre sentimenti per lei, quasi inconsapevolmente ha con lui un veloce amplesso. Ha una breve avventura anche con l'avvocato Guido, un ricco professionista incontrato una sera mentre stava per rincasare, e che la beneficia della somma di diecimila lire.
Ad un certo punto Enrica si accorge di essere incinta e decide di abortire, spalleggiata da Cesare che non intende lasciare la sua fidanzata ufficiale. Il giovane la presenta alla contessa Bardengo, un'eccentrica nobildonna di cui è stato l'amante, che le raccomanda un'ostetrica che effettua clandestinamente aborti. Nel frattempo la madre di Enrica è morta per un tumore scoperto solo in fase terminale; una volta finiti i soldi dell'assicurazione sulla vita, Enrica, per evitare lo sfratto dall'appartamento in cui è rimasta ad abitare col padre, accetta un impiego part time dalla Bardengo in attesa di finire la scuola, mentre il padre si riduce a vivere in una camera in affitto.
Alla conclusione della scuola, Carlo, che ha trovato un discreto impiego, fa una proposta di matrimonio ad Enrica, che però rifiuta. La giovane, infastidita dalle allusioni del maggiordomo della Bardengo, decide di lasciare la casa della contessa e trovarsi un nuovo impiego.
Triste colata di scene familiari post-belliche. Ambientato in quegli anni '50 che tanto rimpiangiamo e che rappresentano invece per la protagonista un inferno di miseria e ipocrisia. Il malessere - oltre che economico e familiare - è anche esistenziale e si esprime nell'incapacità di dirigere la propria vita sessuale e sentimentale. Lasciandosi predare senza opporsi e seguendo svogliatamente i propri desideri, nell'impossibilità apparente di appagarli.

## Edizioni
- L'età del malessere, I coralli n.181, Torino, Einaudi, 1963,  p. 195.
- L'età del malessere, Gli integrali n.3, Torino, CET, 1968,  p. 191.
- L'età del malessere. Donne mie, Milano, Club degli Editori, 1974,  p. 269, ISBN 88-06-14111-2.
- L'età del malessere, Nuovi coralli n.142, Torino, Einaudi, 1976,  p. 195, ISBN 88-06-04446-X.
- L'età del malessere, I grandi bestsellers, Milano-Novara, Mondadori-De Agostini, 1986,  p. 195.
- L'età del malessere, Einaudi Tascabili.Letteratura n.364, Torino, Einaudi, 1996,  p. 199, ISBN 88-06-14111-2.